# Jeddeloher Moor
Das Jeddeloher Moor ist ein Naturschutzgebiet in der niedersächsischen Gemeinde Edewecht im Landkreis Ammerland.
Das Naturschutzgebiet mit dem Kennzeichen NSG WE 226 ist rund 50 Hektar groß. Es steht seit dem 17. Februar 1996 unter Naturschutz. Zuständige untere Naturschutzbehörde ist der Landkreis Ammerland.
Das Naturschutzgebiet liegt südwestlich von Oldenburg. Es stellt ein Hochmoorgebiet ist Teil des ehemals ausgedehnten Vehnemoorkomplexes in der Hunte-Leda-Moorniederung unter Schutz. Ein relativ schmaler und langgezogener Teil in der Nähe von Jeddeloh II ist südlich des Küstenkanals als entwässertes und abgetorftes (Handtorfstiche und teilweise industrielle Abtorfung), aber nicht kultiviertes Hochmoor, erhalten geblieben. Das Gebiet wird durch Wiedervernässung renaturiert.
Im Westen wird das Naturschutzgebiet vom Westlichen Vorfluter, der bei Jeddeloh II in den Küstenkanal entwässert, begrenzt. An diesen schließen sich, wie auch im Osten des Naturschutzgebietes, landwirtschaftliche Nutzflächen an.